# Роуз, Элизабет
Элизабет Манискалко (англ. Elizabeth Maniscalco), наиболее известна под своим псевдонимом Элизабет Роуз (англ. Elizabeth Rose) — австралийский диджей, продюсер и автор-исполнитель. Выпущенный в январе 2012 года её дебютный сингл «Ready» получил благосклонные отзывы критиков, а Radar Music назвал её одной из «20 австралийских исполнителей 2012 года, на которых стоит посмотреть».

## Достижения
В 2013 году Элизабет была номинирована на премию Qantas Spirit of Youth Music Award. В 2014 году выиграла премию FBI Radio’s «Next Big Thing» SMAC Award. Её одноимённый дебютный мини-альбом (2014) занял первое место в the Australian iTunes Electronic Chart. В том же году её песня «The Good Life» стала популярной.
Выступала на таких мероприятиях как XFM and 6music (Великобритания) и US college radio (США).

## Выступления
В 2013 году Элизабет отправилась в тур по Австралии в поддержку своего мини-альбома The Good Life.
Выступала н таких фестивалях как, BigSound (2012, 2013), Sydney’s Come Together Festival (2015) и Splendour In The Grass (2015). Также дала концерт в Нью-Йорке, в рамках мероприятия CMJ Music Marathon (2013).

## Филантропия
В 2015 году Элизабет при поддержке организации в поддержку легализации однополых браков Australian Marriage Equality выпустила песню «Division», в которой затрагивалась проблема равенства браков в Австралии. Продюсером трека выступил Деннис Доулат. В течение двух недель все вырученные с сингла деньги были переданы AME.

## Дискография

### Студийные альбомы
- Intra (2016)[9]

### Синглы
- «Ready» (Январь 2012)[10]
- «Again» (2012)
- «The Good Life» (2013)
- «Sensibility» (2014)
- «Another Earth» (2015)[11]
- «Another Earth» (HWLS Remix) (2015)[12]
- «Division» (2015)[13]
- «Shoulda Coulda Woulda» (2015)
- «Playing with Fire» (2016)[14]

### Мини-альбомы
- Crystallise (Октябрь 2012)[15]
- Elizabeth Rose (Январь 2014)[16]

### Прочие работы
- «Never Fear» (вокал)[17]